# Liste des ambassadeurs de Finlande en Espagne
L’ambassadeur de Finlande en Espagne est le représentant légal le plus important de la Finlande auprès du gouvernement espagnol.

## Ambassadeurs successifs
| Début | Fin      | Ambassadeur               | Observations                                                                                          |
| ----- | -------- | ------------------------- | --- |
| 1918  | 1919     | Mauritz Lorenzo Kihlman   | Chargé d'affaires ad intérim.                                                                         |
| 1919  | 1921     | Onni Talas                | Chargé d'affaires ad intérim.                                                                         |
| 1921  | 1923     | Yrjö Herman Saastamoinen  | Chargé d'affaires ad intérim.                                                                         |
| 1923  | 1929     | Georg Achates Gripenberg  | Chargé d'affaires.                                                                                    |
| 1929  | 1933     | Niilo Yrjö Gideon Orasmaa | Chargé d'affaires.                                                                                    |
| 1933  | 1945     | George Arvid Winckelmann  | Chargé d'affaires ad intérim (1933-1934), chargé d'affaires (1934-1940) puis ambassadeur (1940-1945). |
| 1955  | 1957     | Karl Henrik Brotherus     | Chargé d'affaires.                                                                                    |
| 1957  | 1960     | Tapio Voionma             | Ambassadeur plénipotentiaire.                                                                         |
| 1961  | 1966     | Lauri Hjelt               | Ambassadeur plénipotentiaire.                                                                         |
| 1966  | 1969     | Aaro Pakaslahti           | Ambassadeur plénipotentiaire.                                                                         |
| 1969  | 1972     | Jussi Montonen            | Ambassadeur plénipotentiaire.                                                                         |
| 1972  | 1978     | Heikki Hannikainen        | Ambassadeur plénipotentiaire.                                                                         |
| 1978  | 1984     | Joel Pekuri               | Ambassadeur plénipotentiaire.                                                                         |
| 1984  | 1987     | Carolus Lassila           | Ambassadeur plénipotentiaire.                                                                         |
| 1988  | 1990     | Heikki Kalha              | Ambassadeur plénipotentiaire.                                                                         |
| 1990  | 1996     | Eeva-Kristiina Forsman    | Ambassadeur plénipotentiaire.                                                                         |
| 1996  | 2001     | Pekka J. Korvenheimo      | Ambassadeur plénipotentiaire.                                                                         |
| 2001  | 2005     | Kaarlo Murto              | Ambassadeur plénipotentiaire.                                                                         |
| 2005  | 2009     | Maija Lähteenmäki         | Ambassadeur plénipotentiaire.                                                                         |
| 2009  | 2013     | Markku Keinänen           | Ambassadeur plénipotentiaire.                                                                         |
| 2013  | en cours | Roberto Tanzi-Albi        | Ambassadeur plénipotentiaire.                                                                         |

## Sources